# Uszacz (obwód witebski)
Uszacz, Uszacze (biał. Ушачы, Uszaczy; Вушачы Wuszaczy) – osiedle typu miejskiego na Białorusi, stolica rejonu uszackiego obwodu witebskiego, 100 km od Witebska; 5,5 tys. mieszkańców (2010).

## Historia
Miasto hospodarskie lokowane w latach 1576–1577 położone było w województwie połockim. Prywatne miasto szlacheckie położone było w końcu XVIII wieku w województwie połockim. Miejsce obrad sejmików ziemskich części województwa połockiego pozostałego przy Rzeczypospolitej po 1773 roku. Po II rozbiorze Polski przyłączona do Rosji.
Po ataku Niemiec na ZSRR, 25 czerwca 1941 przez miejscowość przechodziła kolumna więźniów z Berezwecza, którzy zostali rozstrzelani następnego dnia w Mikałajewie (zob. droga śmierci Berezwecz-Taklinowo).
Podczas okupacji hitlerowskiej, w październiku 1941 roku Niemcy utworzyli getto dla żydowskich mieszkańców. Przebywało w nim około 1000 osób. 21 października 1941 roku Niemcy zlikwidowali getto, a Żydów zamordowali. 

## Kościół św. Hieronima i klasztor Dominikanów
W 1716 roku w Uszaczy podwojewodzic połocki Hieronim Żaba ufundował kościół św. Hieronima i klasztor Dominikanów. W 1787 r. wybudowano nowy piętrowy klasztor, w którym umieszczono także szkołę. W 1791 roku Komisja Edukacji Narodowej zamieniła ją z parafialnej na podwydziałową. W latach 1833–1866 proboszczem w parafii był Wincenty Mienicki. W 1862 r. obsługiwano kościoły i kaplice w miejscowościach: Krupicze, Woroń, Susza, Orzechowo. Nieco później doszła jeszcze jedna kiedy proboszcz ks. Mienicki poświęcił bez zgody Rosjan, neogotycki kościół pw. św. Tadeusza w Uchwiszczy, fundacji Arkadiusza Łudzińskiego z 1861 r. W 1868 roku proboszczem został ks. Nikodem Worowski, jednak w lipcu tego samego roku Rosjanie odebrali kościół katolikom i postanowili urządzić w niej cerkiew, przy okazji zmieniając zwieńczenia wież. Kościół częściowo uszkodzony podczas II wojny światowej, został zburzony po 1945 roku.

## Zabytki
- W 1913 roku zbudowano neogotycki kościół pod wezwaniem św. Wawrzyńca

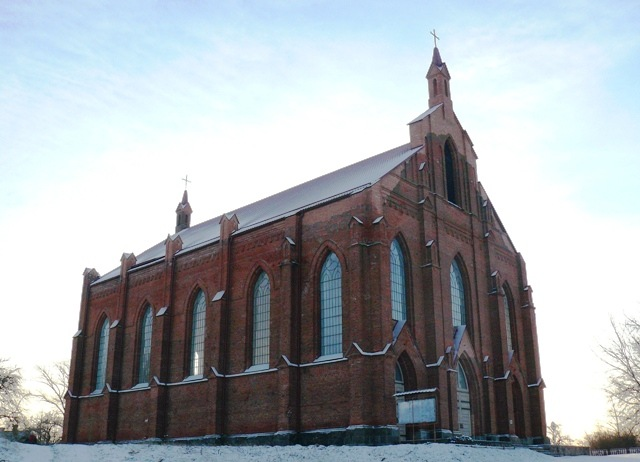
Kościół św. Wawrzyńca
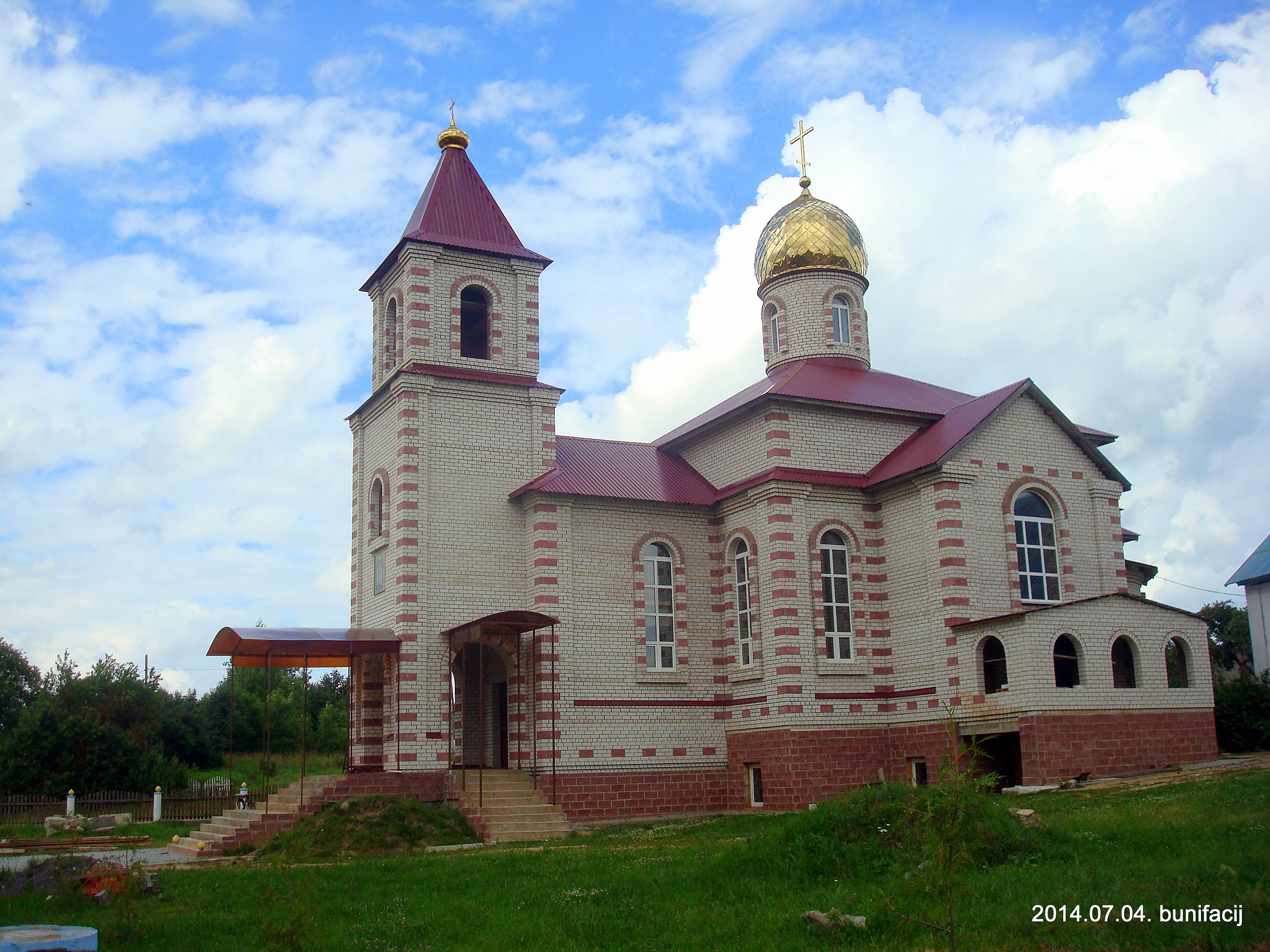
Cerkiew św. Michała Archanioła w trakcie budowy (2014)